# Urša Pintar
Urša Pintar, slovenska cestna kolesarka, * 3. oktober 1985, Ljubljana.
Nastopila je na Svetovnem prvenstvu v cestnem kolesarstvu 2013 v Firencah.